# L'Instinct de mort (film)
Pour les articles homonymes, voir L'Instinct de mort et Mesrine.
Ne doit pas être confondu avec Mesrine (film).
Série
L'Ennemi public n° 1
(2008)
Pour plus de détails, voir Fiche technique et Distribution.
L'Instinct de mort est un film franco-canado-italien réalisé par Jean-François Richet et sorti en 2008.
Le film s'inspire du livre autobiographique de Jacques Mesrine, L'Instinct de mort, publié en 1977. Le film a totalisé près de 2 millions d'entrées en France au bout de quatre semaines d’exclusivité. Il constitue le premier volet du diptyque Mesrine dont la sortie du deuxième volet, L'Ennemi public n° 1, a eu lieu le 19 novembre 2008 en France.

## Synopsis
Après la guerre d'Algérie — où il a participé à des interrogatoires musclés —, Jacques Mesrine (Vincent Cassel) retourne en France en 1959. Il vit alors chez ses parents. Alors que son père (Michel Duchaussoy) lui trouve un emploi honnête, Jacques fréquente petit à petit le milieu, grâce à son ami Paul (Gilles Lellouche). Ce dernier lui présent Guido (Gérard Depardieu), un criminel haut placé qui apprécie Jacques. Lors d'une escapade avec Paul en Espagne, Jacques fait la connaissance de la belle Sofia (Elena Anaya). Elle tombe rapidement enceinte et ils se marient en 1961. Elle donne naissance à une fille, Sabrina. Ils auront deux autres enfants, Bruno (né en 1964) et Boris (né en 1966). Mais malgré la vie de père, Mesrine ne se range pas, au grand désespoir de Sofia, qui finit par demander le divorce en 1965. Les enfants restent alors chez leurs grands-parents paternels.
Mesrine fait ensuite la rencontre de Jeanne Schneider (Cécile de France). En 1968, il est obligé de fuir et part au Canada avec elle. Sur un chantier, Mesrine fait la connaissance de Jean-Paul Mercier (Roy Dupuis). En France, Paul et Guido se font assassiner par des policiers. Voulant gagner leur vie plus honnêtement, Jacques et Jeanne se font engager par un riche châtelain (Georges Deslauriers dans la réalité). Après un quiproquo avec le jardinier du milliardaire, ils sont renvoyés. Ils vont alors séquestrer le vieil homme, en échange d'une rançon. Mais il parvient à s'échapper. Poursuivis au Canada, ils se font finalement arrêter à la frontière de l'Arizona puis extrader vers le Canada. Les médias canadiens commencent à parler d'eux et Mesrine, toujours avide de provocation, lance face au caméras « Vive le Québec libre ! ». Alors que Jeanne prend 5 ans, Jacques Mesrine est condamné à 10 ans. Il est incarcéré dans une unité spéciale de correction où il suit un traitement difficile à base de privation de sommeil et d'isolation. Une fois sorti du mitard, il y retrouve Jean-Paul. Les deux hommes planifient rapidement leur évasion, qui a lieu à l'été 1972. Après quelques braquages de banques au Québec, ils font un retour tonitruant aux abords de leur ancienne prison de Saint-Vincent-de-Paul pour tenter de faire évader certains de leurs anciens codétenus, sans succès. Jacques parvient ensuite à contacter Jeanne, toujours incarcérée. Il tente de la convaincre de s'évader mais cette dernière refuse et rompt avec lui par téléphone.
Alors que Jacques et Jean-Paul s'entrainent au tir à Saint-Louis-de-Blandford, ils sont surpris par deux gardes-chasse. Ces derniers sont tués lors de l'échange de coups de feu. Alors que Mesrine rentre ensuite en France, Jean-Paul Mercier sera abattu par la police canadienne lors d'un braquage en octobre 1974.

## Fiche technique
Sauf indication contraire, les informations mentionnées dans cette section peuvent être confirmées par la base de données cinématographiques IMDb,  présente dans la section « Liens externes ».
- Titre original : L'Instinct de mort
- Titre international anglophone : Mesrine Part 1: Killer Instinct
- Réalisation : Jean-François Richet
- Scénario : Abdel Raouf Dafri, d'après L'Instinct de mort de Jacques Mesrine
- Dialogues : Jean-François Richet et Abdel Raouf Dafri
- Musique : Marco Beltrami et Marcus Trumpp
- Décors : Émile Ghigo
- Costumes : Virginie Montel
- Photographie : Robert Gantz
- Son : François Groult, Jean Minondo, Gérard Hardy, Alexandre Widmer, Loïc Prian et Hervé Buirette
- Montage : Hervé Schneid
- Production : Thomas Langmann
- Sociétés de production : La Petite Reine, Remstar, Novo RPI, M6 Films, 120 Films, Canal+, TPS Star, Cinémage 2
- Sociétés de distribution : Pathé Distribution (France et Suisse), A-Film[1] (Belgique), Eagle Pictures[2] (Italie)
- Langues originales : français, quelques dialogues en arabe, anglais et espagnol
- Format : couleur — 35 mm — 2,35:1 Panavision — son Dolby Digital
- Genre : biographique
- Pays de production :  France,  Canada et  Italie
- Budget : 45 millions d'euros (les deux volets)[3]
- Durée : 113 minutes
- Dates de sortie : 
  - Canada : 11 septembre 2008 (festival de Toronto)
  - France : 22 octobre 2008
  - Belgique : 22 octobre 2008
  - Italie : 13 mars 2009
  - Canada : 13 août 2010
  - États-Unis : 27 août 2010 (sortie limitée)
- Classification et visa CNC : France mention « tous publics » avec l'avertissement « Ce film comporte des scènes susceptibles de heurter les spectateurs sensibles », visa d'exploitation no 116593 délivré le 3 octobre 2008[4]

## Distribution
- Vincent Cassel : Jacques Mesrine

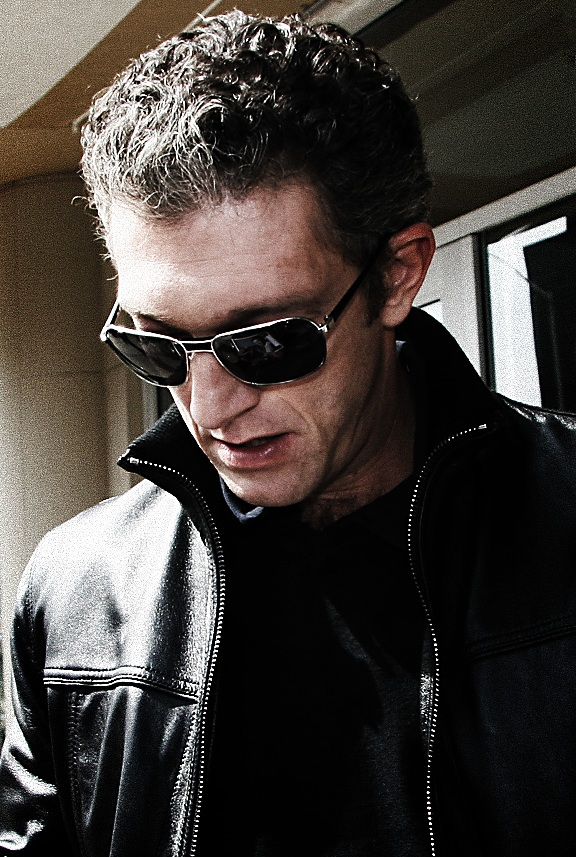
L'acteur principal Vincent Cassel à la première du film au Festival international du film de Toronto 2008.

- Cécile de France : Jeanne Schneider
- Gérard Depardieu : Guido
- Gilles Lellouche : Paul
- Roy Dupuis : Jean-Paul Mercier
- Elena Anaya : Sofia (inspirée de Maria-Soledad Ortiz)
- Florence Thomassin : Sarah
- Michel Duchaussoy : le père de Mesrine
- Myriam Boyer : la mère de Mesrine
- Abdelhafid Metalsi : Ahmed, le proxénète
- Gilbert Sicotte : le milliardaire (inspiré de Georges Deslauriers)
- Deano Clavet : Roger André
- Ludivine Sagnier : Sylvie Jeanjacquot
- Mustapha Abourachid : le harki
- Leïla Bekhti : la fille du fellaga
- Sabri Lahmer : Gégé
- Manuela Gourary : Mado
- Affif Ben Badra : le client énervé
- Frankie Pain : Lulu
- Jean-Claude Leguay : Tabacoff
- Louison Blivet : Sabrina à 5 ans
- Guilhem Pellegrin : le notaire
- Caroline Ferrus : Maggy
- Jeff Boudreault : l'officier de l'immigration
- Dominique Loiseau : le tueur
- Christian Bordeleau : un journaliste de l'aéroport
- Christine Bellier : une journaliste de l'aéroport
- Guy Thauvette : le directeur de l'USC
- Christine Beaulieu : Lizon
- Luc-Martial Dagenais : le directeur de la banque

## Production

### Genèse et développement
Avant ce diptyque, plusieurs projets de films sur Mesrine avaient été tenté. Via sa société Cerito Films, Jean-Paul Belmondo avait acquis les droits de L'Instinct de mort pour en faire une adaptation cinématographique. Intitulé Frère Jacques, le projet sera proposé à plusieurs réalisateurs, Yves Boisset, Costa-Gavras et Alain Corneau, qui refuseront tous de faire un film sur le criminel. Par ailleurs, Mesrine d'André Génovès sort en 1984 avec Nicolas Silberg dans le rôle-titre.
Le producteur Thomas Langmann voulait depuis longtemps faire un film sur le criminel : « Près de trente ans après sa disparition, le mythe de Jacques Mesrine est resté intact. Le cinéma ne pouvait passer à côté d'un personnage aussi fort ; l'ambiguïté de l'homme et les multiples perceptions qu'on en garde fascinent aujourd'hui encore. Nous avons été nombreux à rêver de porter sa vie à l'écran. Il n'était pas question d'en faire un modèle ou un héros, mais de montrer le personnage dans toute sa complexité, y compris ses aspects les plus sombres. Derrière l'"icône", c'est le parcours d'un homme, un biopic où se mêlent action et émotion. » Dès 2001, il approche Vincent Cassel pour le proposer le rôle, alors qu'il n'est à l'époque question d'un seul film. D'abord séduit par l'idée, l'acteur finit par refusé, trouvant le scénario trop manichéen. Il expliquera plus tard : « Faire un film sur un héros qui n'en est pas un était intéressant, mais à condition de le traiter comme il se doit. J'ai dû alors me désengager du projet. Plus tard, j'ai pourtant rappelé Thomas en lui disant que s'il repartait sur de nouvelles bases j'étais toujours là. » En 2003, Barbet Schroeder est annoncé à la réalisation. Après l'arrivée du réalisateur Jean-François Richet puis du scénariste Abdel Raouf Dafri — qui a l'idée de faire deux films —, Vincent Cassel accepte. Son scénario s'inspire principalement des autobiographies L'Instinct de mort (1977) et Coupable d'être innocent (1979) de Jacques Mesrine.

### Attribution des rôles
Thomas Langmann propose le rôle de Jacques Mesrine à Vincent Cassel dès 2001. Alors que ce dernier se retirera un temps du projet, plusieurs acteurs seront envisagés comme Benoît Magimel et Vincent Elbaz. Une altercation aura lieu en 2004 entre François Samuelson, agent de Benoît Magimel, et Thomas Langmann à la suite de l'annonce du refus de l'acteur. Vincent Cassel acceptera finalement le rôle, pour lequel il prend environ 20 kilos.
Marion Cotillard et Eva Green avaient un temps été annoncées dans le film pour incarner les compagnes de Jacques Mesrine,. Alain Delon a quant à lui été envisagé pour le rôle de Guido, Jean-Pierre Cassel pour celui du père de Mesrine et Clovis Cornillac (Charlie Bauer). Samy Naceri a été également été envisagé.

### Tournage
Le tournage a lieu en même temps que celui de la 2e partie, L'Ennemi public n° 1. Il se déroule de mai 2007 à janvier 2008 en France, au Canada, en Espagne et aux États-Unis. Les prises de vues ont donc lieu à Paris, Clichy, Montréal, L'Escala et à Monument Valley. Le tournage a lieu dans l'ordre inverse de la chronologie pour que Vincent Cassel puisse perdre peu à peu les kilos pris pour le rôle.

## Sortie et accueil

### Box-office
| Pays ou région | Box-office        | Date d'arrêt du box-office | Nombre de semaines |
| -------------- | ----------------- | -------------------------- | ------------------ |
| France         | 2 274 424 entrées | 30 décembre 2008           | 11                 |
| Belgique       | 63 166 entrées    |                            |                    |
| Italie         | 87 540 entrées    |                            |                    |
| États-Unis     | 551 697 $         | 3 mars 2011                | 27                 |
| Mondial        | 31 055 440 $      |                            |                    |

## Distinctions
Festival international du film de Tokyo — Octobre 2008 : prix du meilleur acteur à Vincent Cassel dans la saga Jacques Mesrine
 Globe de cristal 2009 : 
- Globe de cristal du meilleur acteur à Vincent Cassel
- Globe de cristal du meilleur film

 César du cinéma 2009 :
La saga Jacques Mesrine est nommée dans neuf catégories : meilleur acteur, meilleur film, meilleur réalisateur, meilleure adaptation, meilleure musique écrite pour un film, meilleure photographie, meilleur décor, meilleur montage. Elle remporte :
- César du meilleur son : Jean Mimondo, Gérard Hardy, Alexandre Widmer, Hervé Buirette
- César du meilleur réalisateur pour Jean-François Richet
- César du meilleur acteur pour Vincent Cassel

## Commentaire
Pour Vincent Cassel, les deux parties du diptyque sont très différentes :

« Même si les deux opus respectent la chronologie de la vie de Mesrine, on sentait bien, déjà pendant le tournage, qu'ils seraient différents l'un de l'autre. D'abord on change d'époque : les années 50 et 60 ne ressemblent en rien aux années 70 : ce ne sont pas les mêmes voitures, les mêmes looks, les mêmes musiques, et surtout pas les mêmes mentalités. Les deux films développent deux thèmes qui se complètent l'un l'autre. Si L'Instinct de mort raconte l'histoire d'un jeune qui se cherche puis se trouve, L'Ennemi public n°1 raconte celle d'un homme qui sait où ses choix de vie l'emmènent et qui y va malgré tout. Le premier est un film noir. Le second en revanche serait plus un thriller psychologique, la paranoïa d'un type qui sait intuitivement comment tout cela va finir. »